# Rune Hall
Rune Paul Samuel Hall, född 19 mars 1939 i Jönköpings Kristina församling i Jönköpings län, är en svensk militär.

## Biografi
Hall avlade studentexamen 1959. Han avlade officersexamen vid Kungliga Krigsskolan 1962 och utnämndes samma år till fänrik i armén. Han tjänstgjorde vid Smålands artilleriregemente 1969–1970, studerade vid Militärhögskolan 1970–1972, tjänstgjorde vid Arméstaben 1972–1977 och tjänstgjorde åter vid Smålands artilleriregemente 1977–1978. År 1978 befordrades han till överstelöjtnant, varefter han tjänstgjorde vid Värnpliktsverket 1978–1981 och studerade vid Försvarshögskolan 1981. Han var bataljonschef vid Gotlands artilleriregemente 1981–1982 och var chef för Planeringsavdelningen i Sektion 1 vid Arméstaben 1982–1984. År 1984 befordrades han till överste, varpå han var chef för Artilleriskjutskolan 1984–1987. Han befordrades 1987 till överste av första graden, varefter han var artilleriinspektör och arméflyginspektör vid Arméstaben 1987–1991. Åren 1991–1995 var han ställföreträdande personalchef och chefsutvecklare vid Försvarsstaben (1991–1994) och vid Högkvarteret (1994–1995). Han studerade 1992 vid Försvarshögskolan. Åren 1995–1999 var Rune Hall försvarsattaché vid ambassaderna i Wien, Prag och Bratislava. Från den 1 februari till och med den 31 mars 1999 stod han till förfogande vid Militära underrättelse- och säkerhetstjänsten i Högkvarteret, varefter han pensionerades.